# Ель-Тобосо
Ель-Тобосо (ісп. El Toboso) — муніципалітет в Іспанії, у складі автономної спільноти Кастилія-Ла-Манча, у провінції Толедо. Населення — 2217 осіб (2010).
Муніципалітет розташований на відстані близько 120 км на південний схід від Мадрида, 95 км на південний схід від Толедо.

## Демографія
Динаміка населення (INE ):

## Галерея зображень

Розташування муніципалітету у провінції Толедо